# Andreella polypora
Andreella polypora är en mossdjursart som beskrevs av Moyano 1985. Andreella polypora ingår i släktet Andreella och familjen Microporidae. Inga underarter finns listade i Catalogue of Life.